# Agrypon nikkonis
Agrypon nikkonis är en stekelart som först beskrevs av Tohru Uchida 1928.  Agrypon nikkonis ingår i släktet Agrypon och familjen brokparasitsteklar. Inga underarter finns listade i Catalogue of Life.